# Ana Cannas da Silva
Ana Cannas da Silva (1968) es una matemática portuguesa interesada en variedades simplécticas, la topología geométrica y el análisis geométrico .

## Carrera profesional
Se graduó en el Instituto Superior Técnico de Lisboa en Matemáticas Aplicadas y Ciencias de la Computación en 1990 y obtuvo su doctorado en 1996, bajo la supervisión de Victor Guillemin en el Instituto Tecnológico de Massachusetts con una tesis titulada "Fórmulas de multiplicidad para orbifolds".  Ha impartido clases en la Universidad de California, Berkeley (1998), en el Instituto Superior Técnico de Lisboa, en la Universidad de Princeton y es profesora en el Instituto Federal Suizo de Tecnología en Zúrich, donde reside, y también imparte clases en Lisboa.
Fue investigadora invitada en el Instituto Nacional de Matemática Pura y Aplicada (IMPA) en Río de Janeiro (Brasil), en el Instituto de Estudios Avanzados en 2001, IRMA en Estrasburgo (Francia), en el Instituto de Investigación en Ciencias Matemáticas (MSRI) en 1997, en el CRM en Barcelona, en el Instituto Isaac Newton de Cambridge (Reino Unido), y el Instituto Max-Planck de Matemáticas en Bonn (Alemania).

## Reconocimientos
En 2009, fue distinguida con el Prémio José Carlos Belchior, atribuido por la Associação de Antigos Alunos do Colégio São João de Brito (Lisboa).
La  asociación de estudiantes suiza VSETH, la distinguió con a Golden Owl en 2016, por enseñar excepcionalmente las matemáticas.

## Publicaciones
- Con Michèle Audin, Eugene Lerman: Symplectic geometry of integrable Hamiltonian systems, Birkhäuser 2003.
- Con alan weinstein: Geometric models of noncommutative algebra, American Mathematical Society en 1999.
- Introduction to symplectic and Hamiltonian geometry, Publ. IMPA, Rio de Janeiro, 2003, 2008
- Lectures on symplectic geometry, Springer Verlag, 2001.
- «Symplectic Geometry», en F. J. E. Dillen, L. C. A. Verstraelen (editor), Handbook of Differential Geometry, Elsevier, 2005.